# Solange Olszewska
Solange Olszewska (ur. 4 stycznia 1951 w Warszawie) – polska przedsiębiorczyni, prezeska Solaris Bus & Coach w latach 2008–2015 i 2016–2018. Z wykształcenia lekarka dentystka.

## Życie i działalność
Imię Solange (francuskie, wym. sɔ.lanʒ) wymyślili dla niej dziadkowie (dziadek studiował we Francji, na Sorbonie); inspirację stanowiła córka George Sand.
Ukończyła studia na Wydziale Stomatologii Akademii Medycznej w Warszawie. W wyniku stanu wojennego wraz z mężem Krzysztofem Olszewskim i dwójką dzieci (córka Małgorzata i syn Jan) zamieszkała w Berlinie Zachodnim. W latach 1986–1994 pracowała na stanowisku adiunktki na Wydziale Stomatologii Dziecięcej Freie Universität Berlin, w katedrze zajmującej się leczeniem dzieci trudnych. Napisała tam skrypt dla studentów pt. „Praktyczne aspekty leczenia dzieci trudnych”.
Po powrocie rodziny Olszewskich do Polski, od lutego 1995 zaangażowała się w działalność przedsiębiorstwa rodzinnego Neoplan Polska Spółka z o.o., a następnie Solaris Bus & Coach S.A.
Solange Olszewska jest aktywna w pracy społecznej. Była jednym z założycieli Polsko-Niemieckiego Stowarzyszenia Medycznego z siedzibą w Berlinie. Od lat angażuje się w proces współpracy polsko-niemieckiej, w sferze gospodarczej i kulturalnej. W 1999 za tę aktywność otrzymała Złoty Krzyż Zasługi przyznany przez Prezydenta Rzeczypospolitej Polskiej. Zajmuje się również działalnością charytatywną. W 1997 zaangażowała się w organizację akcji pomocy na rzecz powodzian w południowej Polsce. Ponadto w 2012 utworzyła Fundację Zielonego Jamnika – na ratunek bezbronnym, której celem jest pomoc zarówno ludziom, jak i zwierzętom.
Jest członkinią Rady Programowej Kongresu Kobiet. W 2011 została uznana za jedną z najbardziej wpływowych kobiet świata biznesu w rankingu niemieckiego magazynu gospodarczego „Handelsblatt”. Jest także członkinią Polskiej Rady Biznesu.
W 2021 wraz z mężem Krzysztofem zajęła 47. miejsce na liście najbogatszych Polaków magazynu „Forbes” z majątkiem wycenianym na 1,3 mld zł.

## Nagrody i wyróżnienia
- 1999 – Złoty Krzyż Zasługi przyznany przez Prezydenta Rzeczypospolitej Polskiej
- 2005 – tytuł „Bus Builder of the Year 2005” przyznany przez organizatorów targów Busworld w belgijskim Kortrijk oraz dziennikarzy i specjalistów branży autobusowej
- 2007 – nagroda Lewiatana 2007 im. Andrzeja Wierzbickiego, przyznana przez Kapitułę Nagrody im. Władysława Grabskiego i Andrzeja Wierzbickiego, za wizję, odwagę i konsekwencję w budowaniu nowoczesnej firmy, która skutecznie konkuruje w Polsce i za granicą z potentatami przemysłu motoryzacyjnego[5]
- 2012 – tytuł jednej ze 100 najbardziej wpływowych kobiet świata biznesu i przedsiębiorczości przyznany przez niemiecki dziennik finansowy Handelsblatt
- 2012 – tytuł „Damy Roku 2012” przyznany przez Stowarzyszenie Dress for Success Poland oraz redakcję magazynu Lady’s Club
- 2014 – laureatka plebiscytu „Ludzie wolności” w kategorii Biznes